# Speocirolana prima
Speocirolana prima is een pissebed uit de familie Cirolanidae. De wetenschappelijke naam van de soort is voor het eerst geldig gepubliceerd in 2002 door Marilyn Schotte.